# 鳳凰座θ
鳳凰座θ，又名CD-4714651，HD 222287、SAO 231719、HR 8966，是鳳凰座的一颗恒星，视星等为6.09，位于銀經334.2，銀緯-65.88，其B1900.0坐标为赤經23h 34m 5.9s，赤緯-47° -65.88′ 34″。